# Райс, Деклан
Де́клан Райс (англ. Declan Rice; 14 января 1999 года, Кингстон-апон-Темс, Англия) — английский футболист, опорный полузащитник клуба «Арсенал» и национальной сборной Англии. Двукратный вице-чемпион Европы (2020 и 2024) и участник чемпионата мира 2022.

## Клубная карьера

### Ранние годы
Уроженец Кингстона-апон-Темс, Деклан Райс с семилетнего возраста тренировался в футбольной академии «Челси». В 2014 году стал игроком футбольной академии клуба «Вест Хэм Юнайтед».

### «Вест Хэм Юнайтед»
16 декабря 2015 года Райс подписал свой первый профессиональный контракт с «молотобойцами». В апреле 2017 года получил свой первый вызов в основной состав «Вест Хэм Юнайтед» на матчи против «Сандерленда» и «Эвертона». 21 мая 2017 года дебютировал в основном составе «молотобойцев» в матче последнего тура Премьер-лиги против «Бернли», выйдя на замену Эдимилсону Фернандешу.
19 августа 2017 года Деклан впервые вышел в стартовом составе «Вест Хэм Юнайтед» в матче Премьер-лиги против «Саутгемптона». В апреле 2018 года Райс занял второе место в голосовании на звание «молотобойца года», уступив награду Марко Арнаутовичу. Всего в сезоне 2017/18 он провёл за команду 31 матч.
22 декабря 2018 года Райс провёл свой 50-й матч за «Вест Хэм Юнайтед», став первым тинейджером после Майкла Каррика, которому удалось подобное достижение. 28 декабря 2018 года он подписал с клубом новый контракт до 2024 года. 12 января 2019 года Райс забил свой первый гол в составе «Вест Хэм Юнайтед» в матче против «Арсенала».
В сезоне 2019/20 Райс отыграл все минуты всех игр в Премьер-лиге за «Вест Хэм Юнайтед». Деклан вошёл в число пяти лучших игроков команды по отборам и перехватам мячей, а также он совершил больше всех пасов из всей команды. В итоге Райс был избран лучшим игроком сезона в команде.
15 февраля 2021 года Райс забил свой первый гол в новом сезон, реализовав пенальти в матче против «Шеффилд Юнайтед», в котором его команда победила со счётом 3:0. В апреле 2021 года во время международного перерыва в составе сборной Англии получил травму колена, что стоило ему четырёх недель реабилитации.
С 2021 по 2022 год Райс был вице-капитаном, а с мая 2022 по июль 2023 года — капитаном «молотобойцев».

### «Арсенал»
15 июля 2023 года перешёл в лондонский «Арсенал» и подписал контракт до 30 июня 2028 года. Сумма трансфера составила гарантированные 100 млн фунтов и ещё 5 млн фунтов в виде бонусов. Таким образом, Райс стал самым дорогим британским футболистом в истории.
20 июля дебютировал за «канониров» в товарищеском матче против команды всех звёзд MLS. 23 июля Райс сыграл в товарищеской игре против «Манчестер Юнайтед»; 2 августа стал победителем турнира Emirates Cup, состоявшего из единственного матча против «Монако». 6 августа команда Райса победила «Манчестер Сити» в серии пенальти и взяла трофей Суперкубка Англии. 12 августа 2023 года Деклан Райс дебютировал в Премьер-лиге в домашнем матче 1 тура против «Ноттингема» (2:1). Первый гол за клуб забил 3 сентября в победном матче против «Манчестер Юнайтед» (3:1), отправив мяч в сетку на шестой компенсированной минуте второго тайма. 21 октября отыграл первый мяч в матче против «Челси» (2:2); спустя 7 минут после гола Райса «Арсенал» смог забить ещё раз и сравнять счёт. 5 декабря забил гол головой с подачи Мартина Эдегора в ворота «Лутона» на седьмой минуте истёкшего добавленного времени и принёс лондонской команде победу со счётом 3:4. 11 февраля 2024 года отметился двумя ассистами и голом в ворота своего бывшего клуба «Вест Хэм Юнайтед»; встреча закончилась разгромной победой «канониров» со счётом 0:6. За сезон 2023/24 Райс отыграл все 38 туров в Премьер-лиге и все 10 матчей «Арсенала» в Лиге чемпионов и завершил сезон, записав на своё имя 7 голов и 8 голевых пасов. 
В матче Emirates Cup против «Олимпик Лиона», состоявшемся 11 августа 2024 года, отдал два ассиста в первом тайме и помог взять трофей. 31 августа в матче 3 тура английской Премьер-лиги против «Брайтона» Райс был удалён с поля, что вызвало шквал критики в адрес главного арбитра встречи Криса Кавана, показавшего полузащитнику вторую жёлтую карточку за затяжку времени. 21 декабря Деклан Райс забил гол и отдал ассист в игре против «Кристал Пэлас» (1:5). 22 января 2025 года впервые забил в Лиге чемпионов: это случилось на 2 минуте матча общего этапа с загребским «Динамо», когда Райс получил передачу с фланга от Кая Хаверца и отправил мяч в левый нижний угол. 2 февраля сделал 2 ассиста в матче против «Манчестера Сити», закончившемся разгромом соперника со счётом 5:1. 8 апреля в первом матче четвертьфинала Лиги чемпионов против мадридского «Реала» дважды поразил ворота соперника со штрафных ударов: в первый раз — на 58 минуте, а во второй раз — на 70 минуте встречи, и тем самым стал пятым футболистом, забившим два гола со штрафных в одном матче, и первым игроком, сделавшим это в матче Лиги чемпионов. Ранее Деклан Райс ни разу за карьеру не забивал голов со штрафных ударов, а «Арсенал» не реализовывал штрафные прямым ударом в матчах Лиги чемпионов с 2002 года. 
Я потерял дар речи, со мной такого никогда не случалось! Это четвертьфинал, и мы знаем, как много значил этот вечер. Это действительно исторический вечер для клуба. <...> Честно говоря, я не привык ко всем этим похвалам и СМИ, и просто к людям, говорящим, насколько хороши были штрафные! Я видел их несколько раз, но думаю, что буду пересматривать их всю ночь. <...> Как только я забил в первый раз <...>, я подумал: «Это мой первый штрафной!» А потом у меня появилась уверенность перед вторым ударом. Я просто подумал: «Почему бы и нет? Что мне терять?»Деклан Райс после первого матча «Арсенала» с «Реалом», 
Ответный матч закончился победой «Арсенала» со счётом 1:2 и выходом команды в полуфинал. На 23 минуте матча судья Франсуа Летексье назначил пенальти в ворота «Арсенала», показав жёлтую карточку Райсу, уже имевшему одно предупреждение с ответной игры против ПСВ, однако после просмотра повтора эпизода рефери отменил своё решение.   

## Карьера в сборной

### Ирландия
Выступал за сборные Ирландии до 17 и 19 лет. 5 сентября дебютировал в составе сборной Ирландии до 21 года в матче против сверстников из Азербайджана. В мае 2017 года участвовал в сборе национальной команды для подготовки к товарищеским матчам. 23 марта 2018 года дебютировал за основную сборную Ирландии в матче против команды Турции, выйдя в стартовом составе и отыграв все 90 минут. Также в апреле и в июне Райс сыграл в составе сборной Ирландии в товарищеских матчах против сборной США и сборной Франции.

### Англия
В феврале 2019 года Деклан Райс объявил о желании выступать за сборную Англии и направил официальный запрос в ФИФА. 5 марта 2019 года ФИФА одобрила запрос Райса и официально дала добро на его выступления за национальную команду Англии. 13 марта 2019 года получил вызов в состав сборной Англии на квалификационные матчи к чемпионату Европы. 22 марта дебютировал за сборную Англии, выйдя на замену во втором тайме в матче против сборной Чехии, в котором его команда выиграла со счетом 5:0. 25 марта в матче против сборной Черногории Райс вышел в стартовом составе и отыграл все 90 минут; англичане одержали победу со счётом 5:1.

## Стиль игры
Главный тренер «Вест Хэм Юнайтед» Мануэль Пеллегрини сравнивал Райса с Хавьером Маскерано, которого тренировал в «Ривер Плейт», и называл англичанина «лучшим опорным полузащитником, который готов играть в сборной Англии». Товарищ по команде Райса, Джек Уилшир, комментируя дебют Деклана за сборную Англии, отметил: «Я считаю, что он лучший игрок на своей позиции в стране на данный момент».

## Статистика
| Выступление      | Выступление      | Выступление      | Чемпионат | Чемпионат | Кубки | Кубки | Еврокубки | Еврокубки | Прочие | Прочие | Итого | Итого |
| Клуб             | Лига             | Сезон            | Игры      | Голы      | Игры  | Голы  | Игры      | Голы      | Игры   | Голы   | Игры  | Голы  |
| ---------------- | ---------------- | ---------------- | --------- | --------- | ----- | ----- | --------- | --------- | ------ | ------ | ----- | ----- |
| Вест Хэм Юнайтед | Премьер-лига     | 2016/17          | 1         | 0         | 0     | 0     | 0         | 0         | 0      | 0      | 1     | 0     |
| Вест Хэм Юнайтед | Премьер-лига     | 2017/18          | 26        | 0         | 5     | 0     | 0         | 0         | 0      | 0      | 31    | 0     |
| Вест Хэм Юнайтед | Премьер-лига     | 2018/19          | 34        | 2         | 4     | 0     | 0         | 0         | 0      | 0      | 38    | 2     |
| Вест Хэм Юнайтед | Премьер-лига     | 2019/20          | 38        | 1         | 2     | 0     | 0         | 0         | 0      | 0      | 40    | 1     |
| Вест Хэм Юнайтед | Премьер-лига     | 2020/21          | 32        | 2         | 3     | 0     | 0         | 0         | 0      | 0      | 35    | 2     |
| Вест Хэм Юнайтед | Премьер-лига     | 2021/22          | 36        | 1         | 4     | 1     | 10        | 3         | 0      | 0      | 50    | 5     |
| Вест Хэм Юнайтед | Премьер-лига     | 2022/23          | 37        | 4         | 2     | 0     | 11        | 1         | 0      | 0      | 50    | 5     |
| Вест Хэм Юнайтед | Итого            | Итого            | 204       | 10        | 20    | 1     | 21        | 4         | 0      | 0      | 245   | 15    |
| Арсенал          | Премьер-лига     | 2023/24          | 38        | 7         | 2     | 0     | 10        | 0         | 1      | 0      | 51    | 7     |
| Арсенал          | Премьер-лига     | 2024/25          | 35        | 4         | 4     | 1     | 13        | 4         | 0      | 0      | 52    | 9     |
| Арсенал          | Премьер-лига     | 2025/26          | 1         | 0         | 0     | 0     | 0         | 0         | 0      | 0      | 1     | 0     |
| Арсенал          | Итого            | Итого            | 74        | 11        | 6     | 1     | 23        | 4         | 1      | 0      | 104   | 16    |
| Всего за карьеру | Всего за карьеру | Всего за карьеру | 278       | 21        | 26    | 2     | 44        | 8         | 1      | 0      | 349   | 31    |

## Достижения

### Командные
«Вест Хэм Юнайтед»
- Победитель Лиги конференций УЕФА: 2022/23

«Арсенал» Лондон
- Обладатель Суперкубка Англии: 2023

Сборная Англии
- Серебряный призёр Чемпионата Европы (2): 2020, 2024

### Личные
- Молодой игрок года в «Вест Хэм Юнайтед» (3): 2016/17[44], 2017/18[45], 2018/19[46]
- Игрок года в «Вест Хэм Юнайтед» (3): 2019/20[47], 2021/22[46], 2022/23[48]
- Входит в состав символической сборной Лиги Европы УЕФА: 2021/22[49]
- Входит в состав символической сборной Лиги конференций УЕФА: 2022/23[50]
- Игрок сезона Лиги конференций УЕФА: 2022/23[51]
- Входит в состав «команды года» по версии ПФА: 2023/24[52]
- Входит в состав символической сборной Лиги чемпионов УЕФА: 2024/25[53]